# Benjamin Mokulu
Benjamin Mokulu Tembe (Brussel, 11 oktober 1989) is een Belgisch-Congolese voetballer. Hij speelt als aanvaller.

## Carrière

### Jeugd
In 2003 kwam hij in de jeugd FC Ganshoren terecht, hij speelde uiteindelijk één seizoen in de jeugd van de club en werd in 2004 weggeplukt door FC Brussels waar hij in de jeugd zal spelen tot 2006.

### FC Brussels
In 2006 werd hij door de toenmalige trainer van FC Brussels, Albert Cartier, naar de A-kern gehaald. Het seizoen daarop maakte hij in de eerste competitiewedstrijd van het seizoen 2007/2008 tegen VC Westerlo zijn debuut op profniveau door in te vallen voor Zola Matumona. Op 27 juli 2007 maakte hij zijn eerste doelpunt op profniveau door de winning goal te maken tegen Sporting Lokeren in de 67ste minuut. Door zijn goal won Brussels voor de allereerste keer ooit op Lokeren. Hij kwam in een half seizoen uiteindelijk aan 13 wedstrijden waarin hij 1 doelpunt maakte. Na de winterstop verhuurde Brussels hem voor een half seizoen aan tweedeklasser Union SG. In dit half seizoen kwam hij aan 11 wedstrijden en 5 goals.

### KV Oostende
Voor aanvang van het seizoen 2008/2009 werd bekend dat hij definitief vertrok naar tweedeklasser KV Oostende. Bij zijn debuut voor de club tegen RFC Tournai maakte hij meteen 2 goals. In de daaropvolgende wedstrijd tegen KVK Tienen scoorde hij opnieuw 2 goals. Hij speelde uiteindelijk 1,5 seizoen bij Oostende en speelde er 21 wedstrijden en scoorde 19 goals.

### Sporting Lokeren
In de winterstop van het seizoen 2009/2010 werd bekend dat Sporting Lokeren hem overkoopt van Oostende. Zijn transfer naar Lokeren was gepland voor 1 juni 2010 maar door een sterke inspanning van het bestuur werd zijn transfer in de winter al afgerond. Hij maakte zijn debuut voor Lokeren tegen Cercle Brugge. Zijn eerste goal maakte hij tegen VC Westerlo. Op 17 juni 2013 raakte bekend dat Mokulu zijn contract bij Lokeren eenzijdig had verbroken met de wet van '78. Desondanks kwamen zijn (ex-)club en KV Mechelen tot een overeenkomst waarbij Lokeren alsnog een 'normale' transfersom kreeg. Dat was nodig omdat de Belgische eersteklassers een akkoord hebben, waarin ze geen spelers gratis overnemen die via de Wet van '78 bij een andere club zijn vertrokken.

## Statistieken
| Seizoen         | Club                          | Competitie         | Competitie | Competitie | Play-offs | Play-offs | Beker | Beker | Europa | Europa | Totaal | Totaal |
| Seizoen         | Club                          | Competitie         | Wed.       | Dlp.       | Wed.      | Dlp.      | Wed.  | Dlp.  | Wed.   | Dlp.   | Wed.   | Dlp.   |
| --------------- | ----------------------------- | ------------------ | ---------- | ---------- | --------- | --------- | ----- | ----- | ------ | ------ | ------ | ------ |
| 2007-2008       | FC Brussels                   | Jupiler Pro League | 13         | 1          | 0         | 0         | 0     | 0     | —      | —      | 13     | 1      |
| 2007-2008       | → Royale Union Saint-Gilloise | Tweede klasse      | 11         | 5          | —         | —         | 0     | 0     | —      | —      | 11     | 5      |
| 2008-2009       | KV Oostende                   | Tweede klasse      | 6          | 8          | 0         | 0         | 0     | 0     | —      | —      | 6      | 8      |
| 2009-2010       | KV Oostende                   | Tweede klasse      | 15         | 11         | 0         | 0         | 0     | 0     | —      | —      | 15     | 11     |
| 2009-2010       | KSC Lokeren Oost-Vlaanderen   | Jupiler Pro League | 4          | 2          | 0         | 0         | 0     | 0     | —      | —      | 4      | 2      |
| 2010-2011       | KSC Lokeren Oost-Vlaanderen   | Jupiler Pro League | 30         | 5          | 8         | 0         | 2     | 0     | —      | —      | 40     | 5      |
| 2011-2012       | KSC Lokeren Oost-Vlaanderen   | Jupiler Pro League | 26         | 3          | 4         | 0         | 5     | 1     | —      | —      | 35     | 4      |
| 2012-2013       | KSC Lokeren Oost-Vlaanderen   | Jupiler Pro League | 22         | 6          | 10        | 3         | 2     | 1     | 2      | 0      | 36     | 10     |
| 2013-2014       | KV Mechelen                   | Jupiler Pro League | 26         | 4          | 4         | 0         | 2     | 0     | —      | —      | 32     | 4      |
| 2014-2015       | → SC Bastia                   | Ligue 1            | 4          | 0          | —         | —         | 1     | 1     | —      | —      | 5      | 1      |
| 2014-2015       | US Avellino                   | Serie B            | 13         | 0          | —         | —         | 0     | 0     | —      | —      | 13     | 0      |
| 2015-2016       | US Avellino                   | Serie B            | 35         | 12         | —         | —         | 2     | 1     | —      | —      | 37     | 13     |
| 2016-2017       | US Avellino                   | Serie B            | 12         | 0          | —         | —         | 1     | 0     | —      | —      | 13     | 0      |
| 2016-2017       | → Frosinone Calcio            | Serie B            | 19         | 2          | —         | —         | 0     | 0     | —      | —      | 19     | 2      |
| 2017-2018       | → US Cremonese                | Serie B            | 16         | 4          | —         | —         | 2     | 0     | —      | —      | 18     | 4      |
| 2018-2019       | Carpi FC                      | Serie B            | 16         | 3          | —         | —         | 0     | 0     | —      | —      | 16     | 3      |
| 2018-2019       | → Juventus U23                | Serie C            | 13         | 4          | —         | —         | 0     | 0     | —      | —      | 13     | 4      |
| 2019-2020       | Calcio Padova                 | Serie C            | 17         | 1          | —         | —         | 1     | 0     | —      | —      | 18     | 1      |
| 2019-2020       | Ravenna FC 1913               | Serie C            | 7          | 2          | —         | —         | 0     | 0     | —      | —      | 7      | 2      |
| 2020-2021       | Ravenna FC 1913               | Serie C            | 21         | 11         | —         | —         | 0     | 0     | —      | —      | 21     | 11     |
| Carrière totaal | Carrière totaal               | Carrière totaal    | 326        | 84         | 26        | 3         | 17    | 4     | 2      | 0      | 372    | 91     |

## Internationaal
In 2010 speelde hij 6 wedstrijden mee met het Belgisch voetbalelftal onder 21. In deze 6 wedstrijden kwam hij aan 4 goals.